# Je zoenen zijn zoeter
Je zoenen zijn zoeter is een Nederlandstalig studioalbum van Herman van Veen en het Rosenberg Trio, verschenen in 1999. De plaat werd opgenomen in de Balance Recording studio te Amersfoort. Van het album werden geen nummers op single uitgebracht.

## Nummers
| 1.                 | Kus                                | Herman van Veen                                                     | 2:55 |
| 2.                 | Anders anders                      | Herman van Veen                                                     | 4:05 |
| 3.                 | Teddybeer                          | Edith Leerkes, Herman van Veen, Willem Wilmink                      | 3:15 |
| 4.                 | Maarten Maarten                    | Edith Leerkes, Herman van Veen                                      | 3:38 |
| 5.                 | Je zoenen zijn zoeter              | Judith Herzberg, Edith Leerkes, Herman van Veen                     | 2:26 |
| 6.                 | Wiegeliedje                        | Herman van Veen, Freek de Jonge                                     | 4:27 |
| 7.                 | Als ik de koning was van Nederland | Erik van der Wurff, Herman van Veen, Nard Reijnders, Willem Wilmink | 3:17 |
| 8.                 | Vogeltje                           | Herman van Veen                                                     | 2:51 |
| 9.                 | Een beter land                     | Lori Spee, Willem Wilmink                                           | 3:09 |
| 10.                | Ze kan niet anders                 | Herman van Veen                                                     | 3:04 |
| 11.                | Kwinten                            | Herman van Veen                                                     | 1:58 |
| 12.                | Meisje met anorexia                | Edith Leerkes, Herman van Veen, Willem Wilmink                      | 4:15 |
| 13.                | Praat dan wat                      | Lori Spee, Willem Wilmink                                           | 3:08 |
| 14.                | Adieu                              | Herman van Veen, Thomas Dirks                                       | 2:49 |
| Totale duur: 45:29 |                                    |                                                                     |      |

## Muzikanten
De credits op de oorspronkelijke cd vermelden:
- Jann Cnossen - viool, zang
- Thomas Dirks - contrabas
- Edith Leerkes - gitaar
- Nonnie Rosenberg - basgitaar
- Nous'che Rosenberg - slaggitaar
- Stochelo Rosenberg - sologitaar
- Henk van der Schalk - percussie
- Herman van Veen - viool, zang